# Cytherura swaini
Cytherura swaini är en kräftdjursart som beskrevs av van den Bold 1963. Cytherura swaini ingår i släktet Cytherura och familjen Cytheruridae. Inga underarter finns listade i Catalogue of Life.